# Marcel Schäfer
Marcel Schäfer (* 7. Juni 1984 in Aschaffenburg) ist ein ehemaliger deutscher Fußballspieler und heutiger Funktionär. Er ist seit dem 1. August 2024 Geschäftsführer Sport von RB Leipzig.

## Karriere als Spieler

### Im Verein

#### Vereine in der Jugend
Im Alter von sechs Jahren begann Schäfer beim SV Eintracht Straßbessenbach mit dem Fußballspielen und wechselte mit zwölf Jahren zu Viktoria Aschaffenburg.

#### TSV 1860 München
Ernst Tanner, der damalige Jugendkoordinator des TSV 1860 München, sprach ihn 1999 auf einem Länderturnier in Duisburg auf einen Wechsel zum 1860 München an. Schäfer entschied sich für einen Wechsel zu den Löwen und gegen Eintracht Frankfurt, das ebenfalls Interesse gezeigt hatte. Er wechselte 1999 mit 15 Jahren zum TSV 1860 München. Sein damaliger Amateurcoach und späterer Profitrainer Reiner Maurer schulte ihn vom Mittelfeldspieler zum Verteidiger um. Als 17-Jährigem drohte Schäfer wegen eines Kreuzbandrisses das Karriereende. Zur Saison 2003/04 rückte der Außenverteidiger erstmals in den Profikader auf. Am 11. Spieltag kam er zu seinem Debüt in der Bundesliga. Er wurde im Spiel gegen den VfL Bochum in der 89. Minute für Markus Weissenberger eingewechselt. Es blieb der einzige Ligaeinsatz für Schäfer in dieser Saison. In den Folgejahren etablierte sich der Offensivverteidiger und wurde zum Stammspieler. In der Hinrunde der Saison 2006/07 war er der einzige Profi des TSV, der in jedem Spiel auf dem Platz stand. Insgesamt wurde er in seiner letzten Saison bei 1860 München in 31 Partien aufgeboten.

#### VfL Wolfsburg
Nachdem dreimal in Folge der Wiederaufstieg verpasst worden war, wechselte Schäfer im Juli 2007 wieder in die Bundesliga zum VfL Wolfsburg. Dort markierte er in seinem ersten Jahr sechs Treffer in 29 Spielen. Sein erstes Bundesligator erzielte er am 4. November 2007 beim 3:5 gegen den VfL Bochum. Am 18. Mai 2009 wurde er in Barsinghausen zu „Niedersachsens Fußballer des Jahres“ gewählt. Am Ende seines zweiten Jahres beim VfL wurde die Mannschaft erstmals Deutscher Meister. Neben Andrea Barzagli und Christian Gentner war Schäfer der einzige Akteur, der alle Saisonspiele bestritten hatte. Insgesamt verpasste er nur 22 Minuten Spielzeit. Auch in den folgenden beiden Spielzeiten blieb Schäfer der konstanteste Stammspieler der Wölfe und verpasste in dieser Zeit nur zwei Ligaspiele. Von Januar bis August 2011 war er als Nachfolger von Edin Džeko, der den Verein verlassen hatte, Mannschaftskapitän des VfL Wolfsburg. Ihm folgte Christian Träsch nach.
Nach mehreren durchwachsenen Spielzeiten im Tabellenmittelfeld erreichte der VfL Wolfsburg mit Schäfer in der Saison 2013/14 den fünften Platz und qualifizierte sich für die Europa League. In der Folgesaison wurde man Vizemeister und gewann erstmals den DFB-Pokal. In beiden Spielzeiten war Schäfer kein Stammspieler mehr, in der Saison 2014/15 stand er 16-mal in der Bundesliga auf dem Platz. Am 6. April 2016 kam er beim 2:0-Sieg im Viertelfinal-Hinspiel gegen Real Madrid letztmalig in der Champions League zum Einsatz. In der Saison 2016/17 kam er auf nur noch vier Einsätze.
Sein Vertrag lief bis 2017.

#### Tampa Bay Rowdies

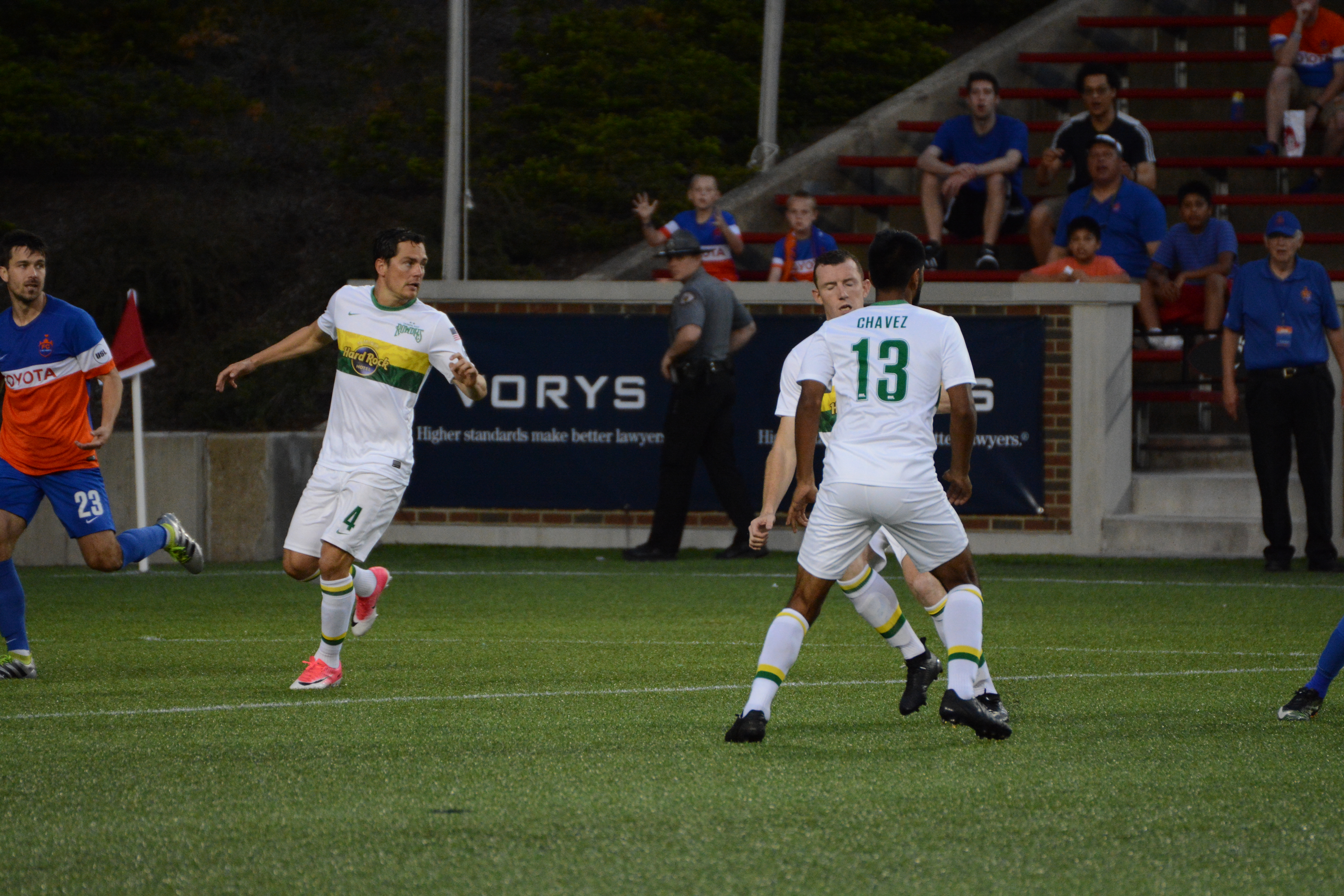
Schäfer (Nr. 4) bei den Tampa Bay Rowdies (2017)

Anfang März 2017 wechselte Schäfer in die zweitklassige US-amerikanische United Soccer League zu den Tampa Bay Rowdies. Geplant war, dass Schäfer 2019 zum VfL Wolfsburg zurückkehren würde, um dort im Management zu arbeiten. Parallel zum Fußball absolvierte Schäfer Praktika im Management der umliegenden Profi-Franchises Tampa Bay Buccaneers, Tampa Bay Lightning und Tampa Bay Rays. Schäfer bezeichnete die Zeit in Florida als „Lebenstraum“ und „Bildungsreise“.
In der Saison 2017 erzielte Schäfer in 32 Spielen sieben Treffer. Nachdem er in der Saison 2018 zu dreizehn Einsätzen gekommen war, beendete er im Juni 2018 seine Karriere, um als Sportdirektor zum VfL Wolfsburg zurückzukehren.

### In der Nationalmannschaft
Am 13. November 2008 wurde er erstmals von Bundestrainer Joachim Löw in die deutsche Nationalmannschaft für das Freundschaftsspiel gegen England berufen. In dem Spiel am 19. November 2008 gab er bei der 1:2-Niederlage sein Debüt. Schäfer kam ab der 77. Minute in Berlin zum Einsatz. Sein erstes Länderspiel von Beginn an absolvierte er am 29. Mai 2009 gegen China. Es folgten sechs weitere Länderspieleinsätze bis August 2010. Für die Fußball-Weltmeisterschaft 2010 wurde er hingegen nicht berücksichtigt.

## Karriere als Funktionär
Vom 1. Juli 2018 bis zum 31. Januar 2023 war Schäfer unter dem Geschäftsführer Sport Jörg Schmadtke Sportdirektor des VfL Wolfsburg. Am 1. Februar 2023 wurde Schäfer als Nachfolger von Jörg Schmadtke Geschäftsführer Sport des VfL Wolfsburg. Am 10. April 2024 meldete der Verein, dass Schäfer um vorzeitige Beendigung seines Vertrages gebeten hatte und er daher mit sofortiger Wirkung von seinen Aufgaben entbunden worden sei. Am 1. August 2024 wurde Schäfer neuer Geschäftsführer Sport bei RB Leipzig.

## Erfolge
- Deutscher Meister: 2009 mit dem VfL Wolfsburg
- Deutscher Vizemeister: 2015 mit dem VfL Wolfsburg
- DFB-Pokal-Sieger: 2015 mit dem VfL Wolfsburg
- DFL-Supercup: 2015
- Niedersachsens Fußballer des Jahres: 2009

## Privates
2007 absolvierte er einen 18-monatigen Fernlehrgang im Bereich Sportmanagement. Anschließend belegte er einen Fernlehrgang in der Fachrichtung Sportmarketing.
Schäfer ist verheiratet und hat zwei Söhne und eine Tochter. Sein Vater Markus Schäfer absolvierte von 1985 bis 1989 für Viktoria Aschaffenburg 80 Spiele in der 2. Bundesliga.

## Soziales Engagement
Marcel Schäfer hat sich für die Jugendkampagne iCHANCE – Besser lesen, besser schreiben! des Bundesverbandes Alphabetisierung und Grundbildung engagiert. Er machte darauf aufmerksam, dass mehr als sieben Millionen Erwachsene nicht richtig lesen und schreiben können.